# ビサボロール
(−)-α-ビサボロール (bisabolol)、別名レボメノール (levomenol) は天然に存在する単環式セスキテルペノイドの一種である。IUPAC名はビサボラ-3,7(11)-ジエン-10-オール bisabola-3,7(11)-dien-10-ol。

## 性質
無色の液体で、カモミール (Matricaria recutita) や Myoporum grassifolium の精油の成分である。水、グリセリンには溶けないが、エタノールにはよく溶ける。エナンチオマーの (+)-α-ビサボロールは、天然には存在するもののほとんどみられない。有機合成によって製造されるのはラセミ混合物の (±)-α-ビサボロールである。
甘い花のような弱い芳香を持ち、さまざまな香料に使われる。肌を保護する効果があるとされ、古くより化粧品にも用いられてきた。また、抗刺激性、抗炎症性、抗菌性を持つことが知られている。
分子内に2か所ある不斉点について、6位の炭素原子（シクロヘキセン環の付け根）の絶対配置は (S)、また7位の炭素原子（ヒドロキシ基の置換している位置）も (S) であることが明らかにされている。
ヒドロキシ基の位置が異なる異性体として、β-ビサボロール（CAS登録番号 [15352-77-9]）がある。

β-ビサボロールの構造式

## 安全性
消防法に定める第4類危険物 第3石油類に該当する。